# Râul Gudea
Râul Gudea este un pârâu din judetul Mureș, afluent al râului Mureș. Pe valea acestui parau s-a construit strada Gudea din satul Stanceni. Are o lungime de 24 km. 
Cei mai importanti afluenti sunt: pe dreapta Gudea Mica si Paltinu, iar pe dreapta Gudea Mare.